# Копечень (Молдова)
Копечень (рум. Copăceni) — село у Синжерейському районі Молдови. Адміністративний центр однойменної комуни, до складу якої також входять села Антоновка, Євгенієвка, Гавріловка, Петровка та Владіміреука.

## Населення
За даними перепису населення 2004 року у селі проживала 2461 особа.
Національний склад населення села:
| Національність       | Кількість осіб | Відсоток   |
| -------------------- | -------------- | ---------- |
| молдавани румуни     | 2401 14        | 97,6% 0,6% |
| українці             | 30             | 1,2%       |
| росіяни              | 14             | 0,6%       |
| болгари              | 1              | < 0,1%     |
| інша / без відповіді | 1              | < 0,1%     |
| Всього               | 2461           | 100%       |